# 가축운반차
가축운반차는 가축의 운반을 위한 장비를 갖춘 특장차를 의미한다. 주로 농가에서 많이 볼 수가 있는 차종이다.

## 특징
가축의 운반을 위한 장비를 갖춘 특장차인만큼 가축을 운반하기 위한 장비를 모두 갖추고 있다. 돼지, 소와 같은 가축을 운반하는 데에 주로 사용되며 가축을 운반하는 도중에 가축이 스트레스를 받지가 않도록 무진동으로 제작이 되는 차종이다. 또한 가축을 운반하는 도중에 가축이 도로에 추락하는 일이 없도록 화물칸에 칸막이를 두거나 아예 탑차의 형식을 사용하기도 한다. 주로 농가에서 많이 볼 수가 있는 차종이며 1톤에서 5톤 사이의 화물차를 특장하여 만든다.

## 같이 보기
- 특장차
- 가축